# Hosszúfarkú menyét
A hosszúfarkú menyét, más néven szalagos menyét (Mustela frenata) az emlősök (Mammalia) osztályának ragadozók (Carnivora) rendjébe, ezen belül a menyétfélék (Mustelidae) családjába  tartozó faj.

## Előfordulása
Elterjedt Dél-Kanadában, az Amerikai Egyesült Államokban, Közép-Amerikában és Dél-Amerika nyugati részén egészen Észak-Bolíviáig.

## Alfajai
| - Mustela frenata affinis - Mustela frenata agilis - Mustela frenata alleni - Mustela frenata altifrontalis - Mustela frenata arizonensis - Mustela frenata arthuri - Mustela frenata aureoventris - Mustela frenata boliviensis - Mustela frenata costaricensis - Mustela frenata effera - Mustela frenata frenata - Mustela frenata goldmani - Mustela frenata gracilis - Mustela frenata helleri - Mustela frenata inyoensis - Mustela frenata latirostra - Mustela frenata leucoparia - Mustela frenata longicauda - Mustela frenata macrophonius - Mustela frenata munda - Mustela frenata neomexicanus | - Mustela frenata nevadensis - Mustela frenata nicaraquae - Mustela frenata nigriauris - Mustela frenata notius - Mustela frenata noveboracensis - Mustela frenata occisor - Mustela frenata olivacea - Mustela frenata oregonensis - Mustela frenata oribasus - Mustela frenata panamensis - Mustela frenata peninsulae - Mustela frenata perda - Mustela frenata perotae - Mustela frenata primulina - Mustela frenata pulchra - Mustela frenata saturata - Mustela frenata spadix - Mustela frenata texensis - Mustela frenata tropicalis - Mustela frenata washingtoni - Mustela frenata xanthogenys |

## Megjelenése
A hosszúfarkú menyétnél a nemek hossza különböző: a hímmé 23-26 centiméter és a nősténnyé 11-20 centiméter; a farok hossza 8-15 centiméter. A hím testtömege 200-310 gramm és a nőstényé 200 grammos is lehet. A nyári bunda középbarna, a hasi rész krémszínű, a farok vége fekete. Elterjedési területének déli részein a hosszúfarkú menyét pofája fehér mintázatú. Az északi részeken, télen a bundája fehérré válik, csak a farka vége marad fekete.

## Életmódja
E ragadozó magányos, nappal és éjszaka egyaránt aktív. Területét pézsmaszagú váladékkal jelöli meg. A hím revírje sokkal nagyobb, mint a nőstényé. Egy hímnek több nősténye is lehet. A menyét felegyenesedve szemléli a terepet. Táplálékát egerek, házi és vadnyulak, madarak, hüllők és kétéltűek alkotják.

## Szaporodása
A hím hosszúfarkú menyét egyéves kortól, a nőstény sokkal korábban éri el ivarérettségét. A vemhességi idő a késleltetett beágyazódás miatt 337 napig is eltarthat; a tényleges kihordási idő csak 4 hét. Évente 3-9 utód születik. A kölykök 3-5 hét után kóstolnak először húst, 5-6 hetesen kinyílnak szemeik és 12 hetesen következik a teljes elválasztás.